# La Soupière d'argent
La Soupière d'argent est un tableau réalisé par le peintre français Jean Siméon Chardin vers 1728-1730. Cette huile sur toile est une nature morte qui représente une soupière en argent autour de laquelle sont posés quelques fruits, ainsi qu'une perdrix et un lièvre morts regardés avec convoitise par un chat, depuis le coin inférieur gauche de la composition. Achetée en 1959, l'œuvre est conservée au Metropolitan Museum of Art, à New York, aux États-Unis.